# 松平家忠 (形原松平家)
松平 家忠（まつだいら いえただ）は、戦国時代から安土桃山時代にかけての武将。通称は紀伊守、又七郎。形原松平家5代当主。徳川家康の従弟。

## 略歴
4代当主・松平家広の子として誕生した。母・於丈の方は、於大の方が松平広忠に離縁され実家の水野家へ戻された際、共に実家に戻されたと伝えられているが、小川雄は家忠の誕生が松平広忠と於大の方の離縁の数年後であることからその通説には矛盾があるとして、形原松平家は水野家と同調して広忠と対立していたとしている。
その後、主家の松平家と同様今川家に従属し、家忠の弟の左近が竹千代と共に人質になり今川方に送られていたが、永禄3年（1560年）に今川義元が桶狭間の戦いで討ち死にし、今川家が弱体化すると、主家の松平元康（後の徳川家康）と共に形原松平家は今川家より離反したが、その際に左近は処刑されている。しかし、父・家広は周辺の領主との所領争いをきっかけにすぐに今川家に寝返り、間もなく再び元康に従うという行動を取っている。

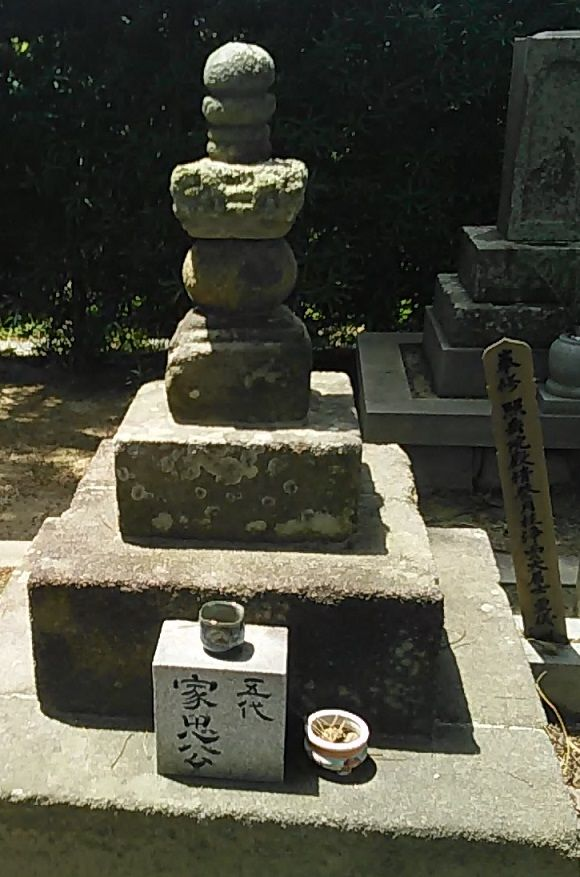
松平家忠の墓(蒲郡市光忠寺)

家忠が成人し当主となると、家康に従い、一向一揆と戦い、また、今川方の吉田城攻めにおいては奮戦して勝利し、左近の仇である小原鎮実を破った。後に駿河国を追われ掛川城に逃れた今川氏真を家康が攻略した際には、氏真を後北条氏の領地である伊豆国へ護送する任を果たした。天正3年（1575年）の長篠の戦いにも参戦し活躍する。
天正10年（1582年）に形原において死去した。法名は淨雲。